# Гриктаун (Детройт)
Грикта́ун — исторический торгово-развлекательный район в Детройте (Мичиган, США), расположенный к северо-востоку от центра города, вдоль проспекта Монро, между улицами Браш и Сент-Антуан, с одноимённой станцией на эстакадной общественной транспортной системе «Детройтский пассажирский маршрутный транспорт» (DPM), между объектами «Ренессанс-центр», «Комерика-Парк» и «Форд Филд».
В районе количественно преобладают рестораны греческой кухни. Здесь находятся Римско-католическая церковь Святой Марии, Вторая баптистская церковь и бутик-отель «Atheneum», а также в пределах его границ расположен отель-казино «Greektown Casino-Hotel».
6 мая 1982 года детройтский гриктаун был включён в Национальный реестр исторических мест США как исторический район (Greektown Historic District).
Ежегодно в марте месяце греческая община Гриктауна проводит торжественный парад по случаю Дня независимости Греции

## История

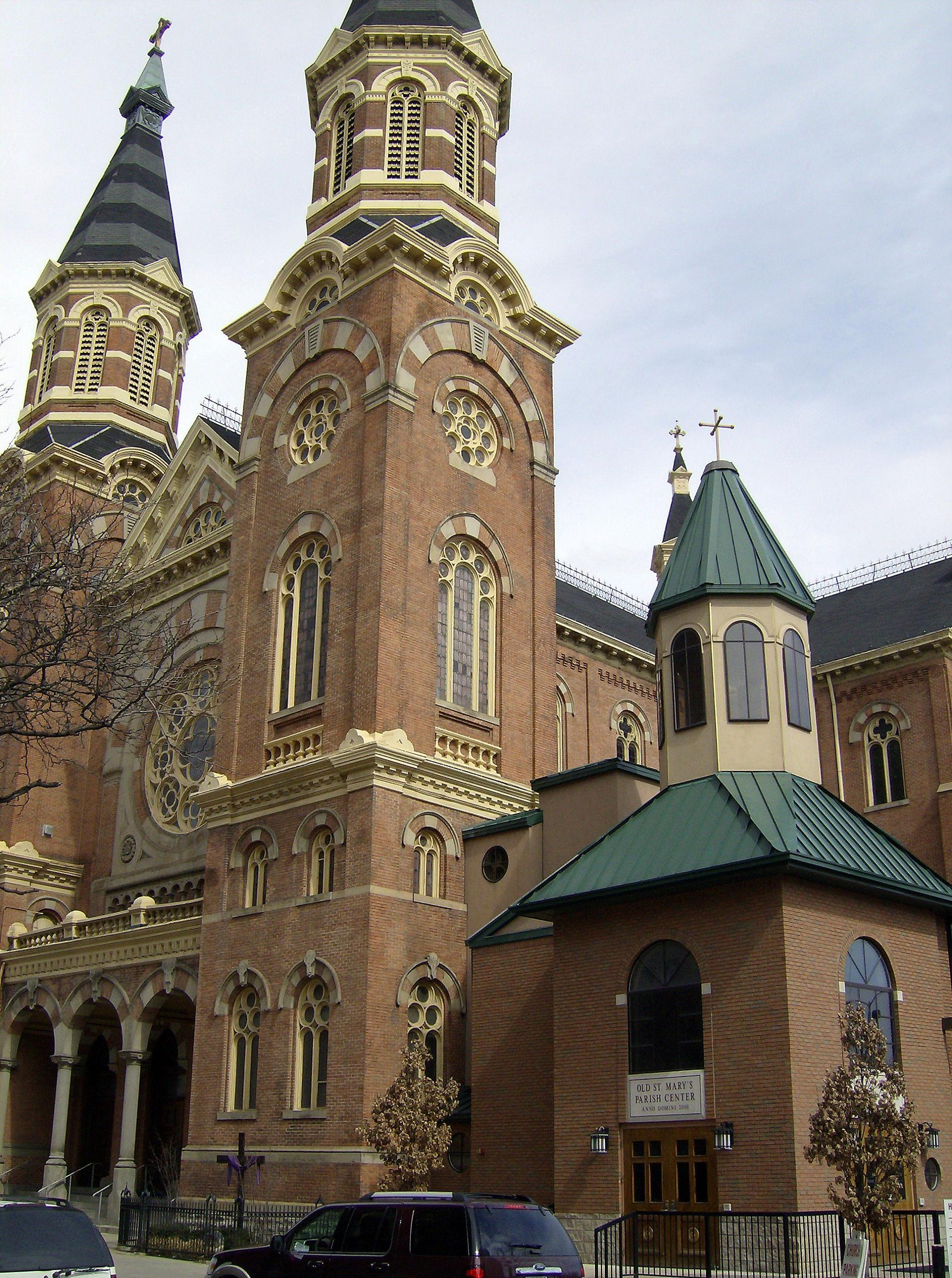
Римско-католическая церковь Св. Марии

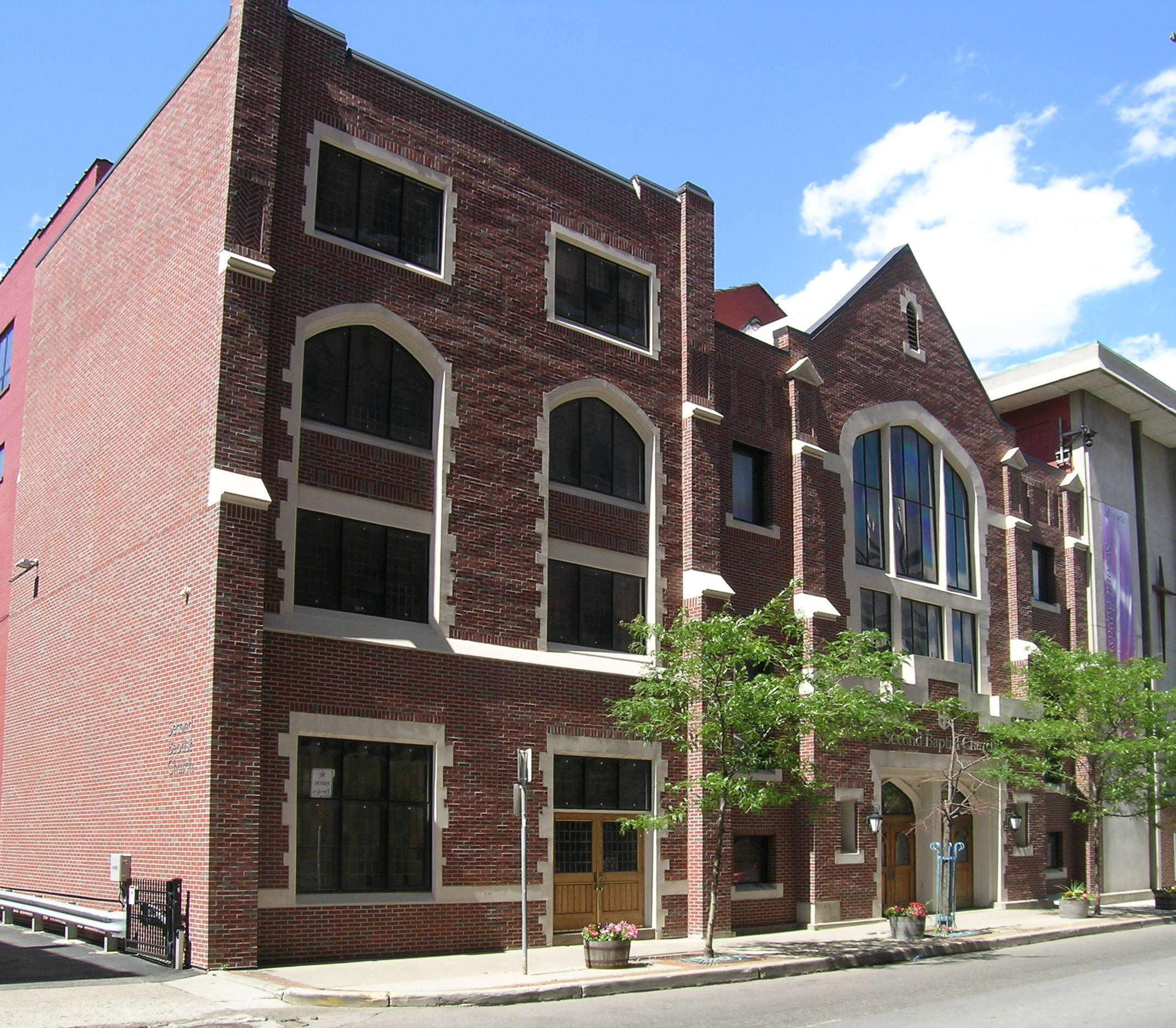
Вторая баптистская церковь

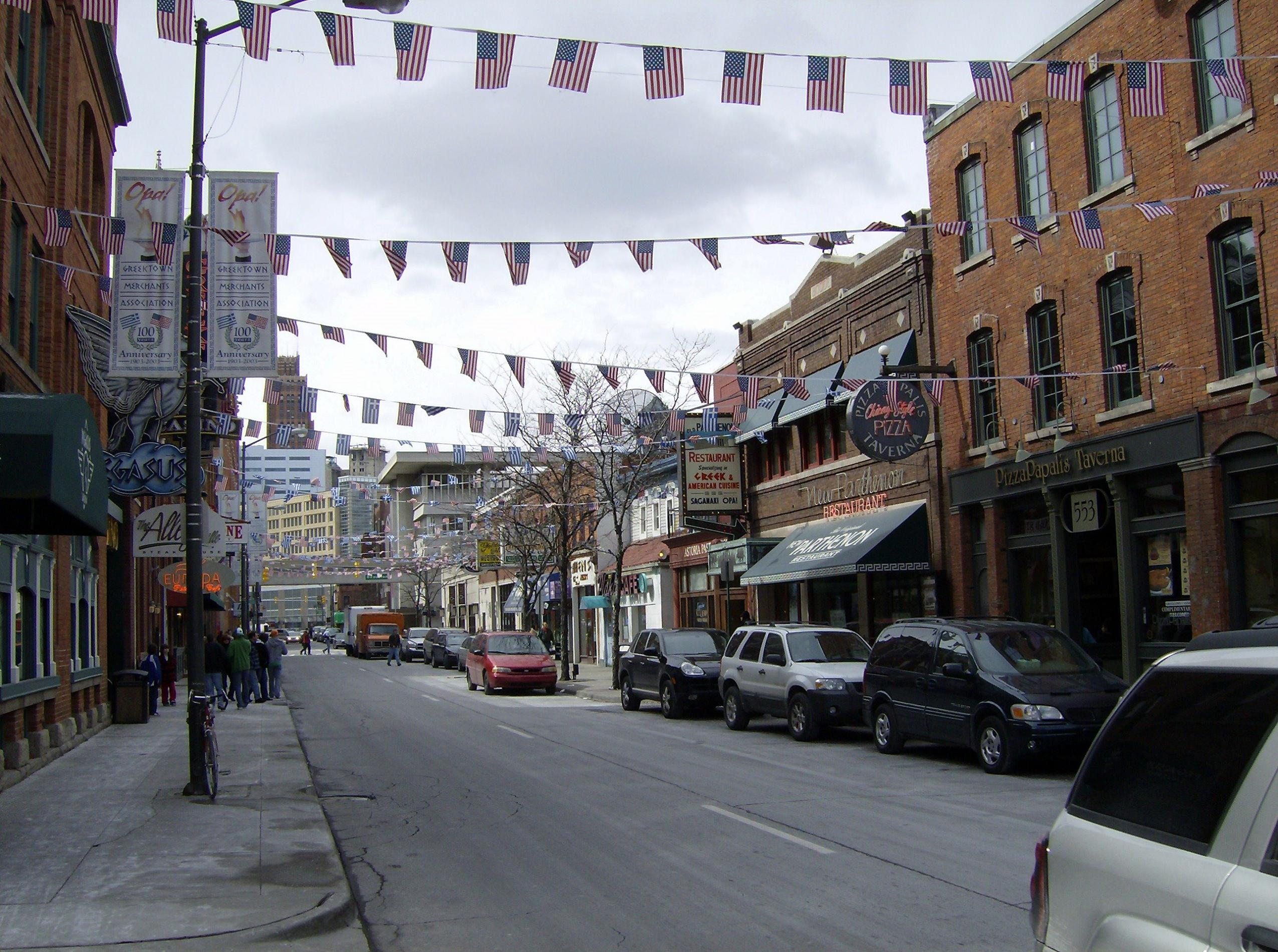
Рестораны «New Parthenon» и «Pizza Papalis»

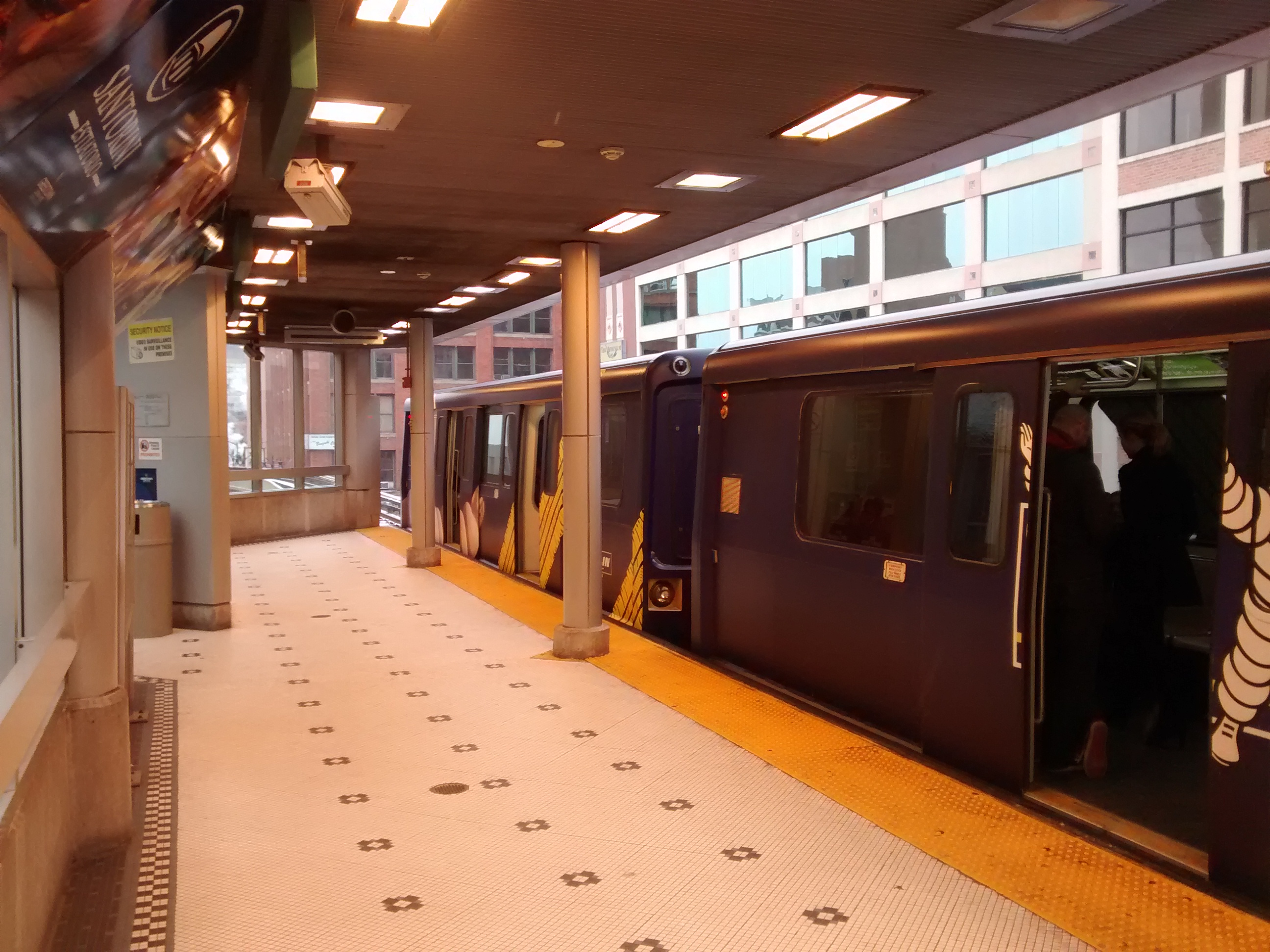
Станция «Гриктаун»

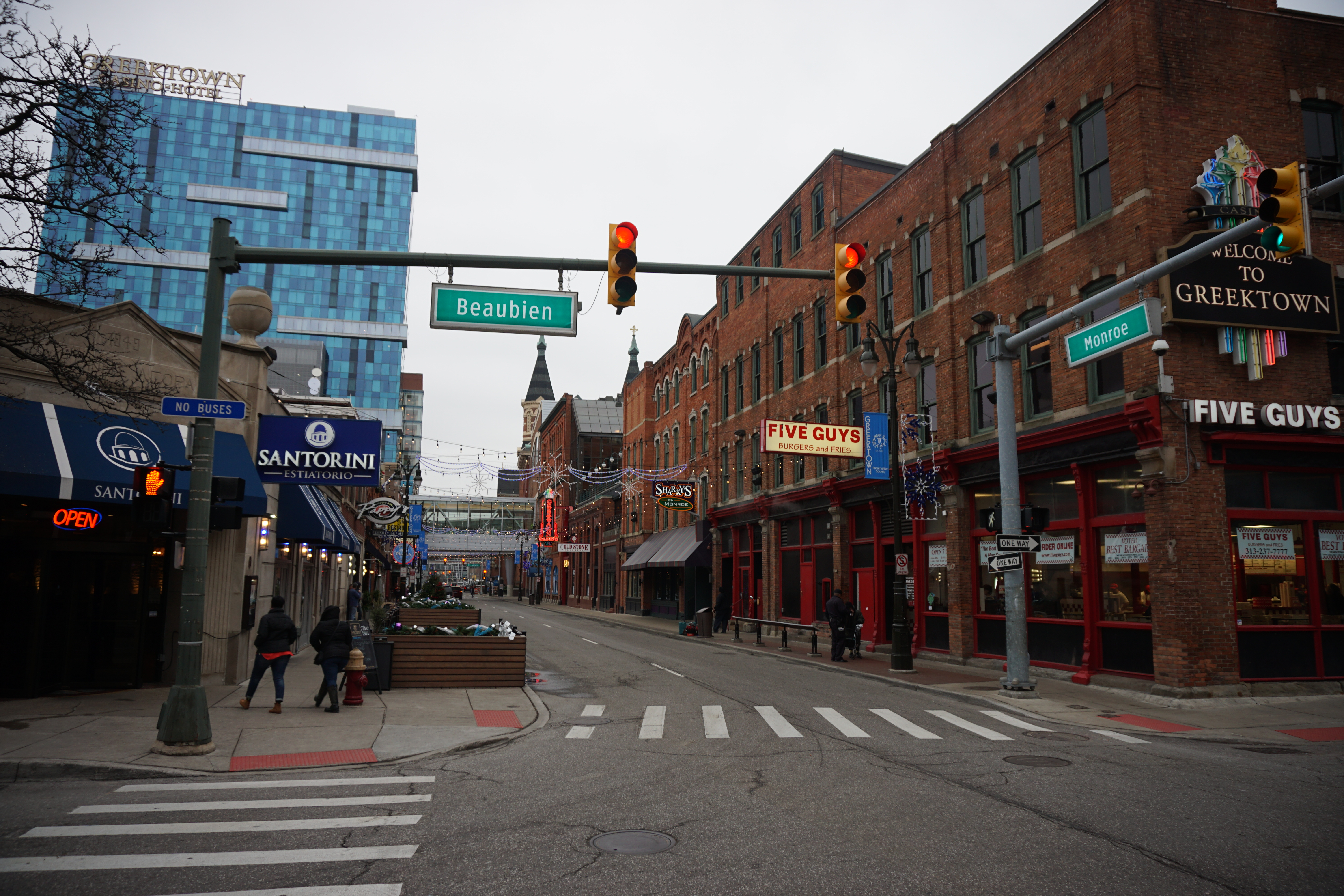
Улица Монро

Местность, известная сегодня как Гриктаун, была впервые заселена в 1830-х годах немецкими иммигрантами, создавшими на этой территории нейборхуд. Однако уже в начале XX века большинство из них начали перебираться в места, расположенные дальше от центра города, а в данном районе поселились новые греческие иммигранты по инициативе Теодора Герасимоса — первого законного греческого иммигранта в Детройте.
К 1920-м годам район стал превращаться в преимущественно коммерческий, а не жилой, и местные греки начали покидать его. Однако открытые ими рестораны, магазины и кафе сохранились. В последующие 30 лет несколько оставленных в районе жилых помещений были заселены иммигрантами различного происхождения. Санация жилых зданий в 1960-х годах привела к тому, что нейборхуд стал более коммерциализированным, что обеспечило пространство для муниципальных зданий и паркингов.
Понимая, что культурно значимый район находится под угрозой, греческие лидеры Детройта объединили свои усилия. При содействии мэрии были улучшены уличные ландшафты и экстерьер зданий, а также дополнительно установлено уличное освещение. В 1966 году в нейборхуде прошёл Греческий фестиваль (Грикфест), приуроченный ко Дню независимости США. Мероприятие имело успех, и проводилось на протяжении многих последующих лет, до тех пор, пока не начало собирать очень большое количество людей. К тому времени Гриктаун занял своё прочное место в Детройте.
По состоянию на июнь 2012 года в Гринтауне осталось всего три полноценных греческих ресторана. Будучи популярным ресторанным и развлекательным районом, в нём имеется множество предприятий общественного питания, где подают аутентичную греческую кухню, а также одно из трёх казино города — «Greektown». Некоторые здания на улице Монро выполнены в стиле Парфенона, Пегаса и других формах греческой архитектуры. В число известных ресторанов входят «New Parthenon», «Golden Fleece», «Laikon Cafe», «Cyprus Taverna», «Pegasus Taverna», «Pizza Papalis» и «Fishbone’s Rhythm Kitchen Cafe». В течение дня на улице Монро также можно услышать греческую музыку.
Детройтский пассажирский маршрутный транспорт имеет станцию «Гриктаун» на улице Бобьен, между улицами Монро и Лафайетта.

## В популярной культуре
- В Гриктауне, в частности, происходит действие видеоигры Midnight Club 3: DUB Edition (2005).
- В американском криминальном телесериале «Низкое зимнее солнце[англ.]» (2013) полицейский участок Детройта располагается в четырёх кварталах от Гриктауна, о чём трижды упоминается в эпизоде «Катакомбы».